# Magnús Pálsson
Magnús Bergmann Pálsson (ur. 19 listopada 1912 w Reykjavíku, zm. 6 sierpnia 1990 tamże) – islandzki piłkarz wodny, olimpijczyk.
Uczestnik Letnich Igrzysk Olimpijskich 1936 w Berlinie. Wraz z drużyną narodową wystąpił w jednym z trzech meczów fazy grupowej (grał jako obrońca). Było to spotkanie przeciwko reprezentacji Austrii (0–6). Islandczycy zajęli ostatnie miejsce w grupie, a w końcowej klasyfikacji ostatnie 13. miejsce wraz z trzema innymi zespołami.